# Rusiec (Łódź)
Pour les articles homonymes, voir Rusiec.
Rusiec (prononciation [ˈruɕet͡s]) est un village de la gmina de Rusiec, du powiat de Bełchatów, dans la voïvodie de Łódź, situé dans le centre de la Pologne.
Il est le siège administratif (chef-lieu) de la gmina appelée gmina de Rusiec.
Rusiec se situe à environ 28 kilomètres à l'ouest de Bełchatów (siège du powiat) et 62 kilomètres au sud-ouest de Łódź (capitale de la voïvodie).
Sa population s'élève approximativement à 1 500 habitants.

## Administration
De 1975 à 1998, le village était attaché administrativement à l'ancienne voïvodie de Sieradz.

Depuis 1999, il fait partie de la nouvelle voïvodie de Łódź.